# Bras-sur-Meuse
Bras-sur-Meuse település Franciaországban, Meuse megyében. Lakosainak száma 669 fő (2022. január 1.). Bras-sur-Meuse Belleville-sur-Meuse, Charny-sur-Meuse, Fleury-devant-Douaumont, Louvemont-Côte-du-Poivre, Vacherauville és Douaumont-Vaux községekkel határos.

## Népesség
A település népességének változása:
| Lakosok száma | 310  | 513  | 486  | 686  | 715  | 711  | 698  | 691  | 683  | 669  |
|               | 1968 | 1982 | 1990 | 2006 | 2013 | 2015 | 2017 | 2019 | 2020 | 2022 |